# تحري الحقيقة في البهائية

النجمة ذات التسع أضلع - أحد الرموز البهائية

يُعد تحري الحقيقة إحدى التعاليم والمبادئ الأساسية في الدين البهائي. يعتقد البهائيون أنه مع الوصول إلى سن البلوغ، يتمتّع كل فردٍ بالقدرة على البحث عن الحقيقة واكتشافها. ويجب على كل شخصٍ أن يبحث عن الحقيقة بفهمه وإدراكه وقلبه، وأن يسمع بأذنيه وينظر بعينيه ويفهم بإدراكاته ومشاعره. إذا سعى كل إنسانٍ إلى الحقيقة بقلبٍ خالٍ من التحيز والتعصب والكراهية، فسيصل الجميع إلى الوحدة.
نصّ بهاءالله بأن من واجب كل شخصٍ عندما يصل سنّ البلوغ (أي سن 15)، أن يبحث عن الحقيقة بنفسه ودون تقليد الآخرين، وحتى الوالدين، وأن يختار دينًا له. مثالٌ آخرٌ للبحث المستقل عن الحقيقة هو أنه لا يوجد رجال دينٍ في البهائية، وكل بهائيٍ مسؤولٌ عن تطوير علاقته مع الله والناس والعالم بأكمله.

## وجوب تحري الحقيقة
وضّحت كتابات بهاءالله بأن البحث عن الحقيقة بشكلٍ مستقلٍ هو من أهم الواجبات الأساسية لكل فردٍ. وأكّد بهاءالله مرارًا بأن على المرء أن يرى العالم بعينه وليس بأعين الآخرين. تنص التعاليم البهائية على أنه ينبغي على المرء أن يبحث بنفسه عن الحقيقة بدلًا من التقليد الأعمى للآخرين أو الاعتماد على الخرافات والتقاليد كمصادر للمعرفة. فالإنسان لديه القدرة على تمييز الحقيقة، ويمكن للمرء أن يفحص في الأمور ويصل إلى الحقيقة باستخدام قوة العقل والحكمة التي منحها الله له.
ذكر بهاءالله في الكلمات المكنونة:
يَا ابْنَ الرُّوحِ. أَحَبُّ الأَشْيَاءِ عِنْدِي الإنْصافُ. لا تَرْغَبْ عَنْهُ إِنْ تَكُنْ إِلَيَّ راغِباً وَلا تَغْفَلْ مِنْهُ لِتَكُونَ لِي أَمِيناً وَأَنْتَ تُوَفَّقُ بِذلِكَ أَنْ تُشَاهِدَ الأَشْياءَ بِعَيْنِكَ لا بِعَيْنِ العِبادِ وَتَعْرِفَها بِمَعْرِفَتِكَ لا بِمَعْرِفَةِ أَحَدٍ فِي البِلادِ. فَكِّرْ فِي ذلِكَ كَيْفَ يَنْبَغِي أَنْ تَكُونَ. ذلِكَ مِنْ عَطِيَّتِي عَلَيْكَ وَعِنايَتي لَكَ فَاجْعَلْهُ أَمامَ عَيْنَيْكَ. 
يتم تشجيع البهائيين على التأمل والتفكير يوميًا في الكتابات البهائية، بما يُطلق عليه عملية أبدية لا تنتهي للبحث عن الحقيقة. يؤكد شوقي أفندي أن بهاء الله لا يطلب اتّباعه بشكلٍ أعمى، ويشجع البهائيين على قراءة كلماته والنظر في تعاليمه وقياس قيمتها في ضوء التحديات المعاصرة. ويؤكد عبدالبهاء أن الله منح الإنسان عقلاً واعيًا لهذا الغرض، يستطيع اختراق كل الأشياء والوصول إلى الحقيقة.
إن الروح الإنسانية تتوق إلى كشف الحقيقة ويجب أن تتمتع بكامل الحرية لتقصّي المعرفة. إن السعي لإدراك الذات والسبب من الوجود، وكيف يجب أن يعيش المرء، كل ذلك يعد حافزًا أساسيًا في الضمير الإنساني. إن هذا البحث لمعرفة الذات ومعانيها هو من جوهر الحياة نفسها، والرغبة المتأصلة في الإنسان لتحري الحقيقة حق كل إنسانٍ وواجبٌ عليه.
شجّع بهاء الله في «الكتاب الأقدس» كل شخصٍ يصل إلى سن البلوغ، أي سن الخامسة عشرة، من الأطفال الذين نشأوا في أسرةٍ بهائيةٍ، تحري الحقيقة والتحقيق في الأديان المختلفة، ولكل شخصٍ الحرية في اختيار عقيدته بعد سن البلوغ، ويجب البحث عن الحقيقة دون تقليد الآخرين، حتى الوالدين.
مثالٌ آخرٌ يدل على أهمية البحث المستقل عن الحقيقة هو أنه لا يوجد رجال دينٍ في البهائية، وكل بهائيٍ مسؤولٌ عن توطيد علاقته مع الله والخلق والمجتمع والكون، حسب فهمه للأمور وإدراكه للحقائق.

## شروط تحري الحقيقة
تنص الكتابات البهائية على أنه من أجل التحري الحقيقي عن الحقيقة، على المرء أن يتخلى عن التعصبات والتحيزات، وبما أن الحقيقة الأساسية الكامنة وراء الحقيقة واحدةٌ، فإن التحقيق المستقل سيكون أيضًا خطوةً قويةً نحو تحقيق الوحدة بين البشر.

يصف بهاءالله في كتاب الإيقان شروط تحري الحقيقة:
على سالكي سبيل الإيمان وشاربي كؤوس الإيقان أن يطهّروا ويقدّسوا أنفسهم من جميع الشؤونات العارضة، أي يطهروا الأذن من سماع الأقوال، والقلب من شبهات الظنون والأوهام، والروح من التعلق بالأسباب الظاهرة، والعين من ملاحظة الكلمات الفانية، ويسلكوا متوكلين على الله متوسلين إليه. حتى يكونوا قابلين لانعكاس إشراقات شمس معرفة الله، ويصبحوا محل ظهور الفيوضات اللامتناهية، لأن العبد إذا أراد أن يجعل أقوال العباد وأفعالهم وأعمالهم من العالِم والجاهل وسيلةً لمعرفة حقيقة الله وأوليائه، لن يدخل أبدًا في رضوان معرفة رب العزة، ولن يفوز بمعين حكمة سلطان الأحدية - مترجم.

## وسائل تحري الحقيقة
هناك حاجةٌ إلى أدواتٍ للبحث عن الحقيقة. في اعتقاد البهائية، الدين والعلم معًا يعتبران وسيلتان قيّمتان لفهم الحقيقة، بشرط أن يتوافقا معًا، وكلاهما ضروريٌ لتحقيق التقدم والمعرفة.
أما فيما يتعلق بما إذا كان استخدام العقل وحده يعتبر أداةً صالحةً للتحقيق المستقل عن الحقيقة أم لا، يرى الباحث «إيان كلوغ» بأن الدين يصف شكلاً من أشكال «العقلانية المعتدلة». ويذعن بأن العقل يمكن أن يخبرنا ببعض الأشياء دون غيرها؛ وله القدرة على تقديم بعض المعرفة ولكنه محدودٌ أيضًا. يلخّص ذلك بعبارة «السبب ضروريٌ ولكنه غير كافٍ». كتب عبد البهاء أن العقل وقِوى الفهم والإدراك يساعد في اكتساب الاستنتاجات الحقيقية والمعرفة الكاملة فقط عندما يقترن بنور «روح القدس».
أما الباحث «فولفغانغ كليبيل» يؤكد على ضرورة انسجام العقل والقلب. وهكذا يوضّح فهمه للتعاليم البهائية قائلاً: من الواضح أننا بحاجةٍ إلى كليهما، قلبًا نقيًا وعقلًا صافياً، وأنه ما لم يكن القلب نقيًا، فقد يفسد العقل المنطقي أو حتى يحرّفه. وفي الكتابات البهائية، يتم التركيز بشكلٍ خاص على القلب عند البحث المستقل عن الحقيقة. كثيرًا ما تطلب الكتابات البهائية من طالب الحق أن يتأمل بقلبه، كتب عبد البهاء في هذا الخصوص: «لتكن قلوبكم صافيةً ونقيةً مثل المرايا المصقولة، لعلّ تنعكس فيها المجد الكامل لشمس الحقيقة»، يُنظر إلى القلب أيضًا على أنه ساحةٌ تتبدّد فيها التناقضات الظاهرة، وقد كتب الباب أن «ما وراء هذين النقيضين، وهو الطريق الأوسط... لا يمكن فهمه إلا بالقلب. لقد خلق الله ليتم فهم وحدته وسموه، ومن خلال القلب يمكن رؤية الوحدة الإلهية على مستوى العمل». بينما يفترض البعض أن هناك تعارضٌ بين القلب والعقل أو الإيمان والمنطق، يعتقد البهائيون أن هذه انقساماتٌ خاطئةٌ وتستند إلى أوصافٍ غير ملائمةٍ لكل من الإيمان والعقل. على سبيل المثال، أعاد بهاء الله تعريف الإيمان مشيرًا إلى أن «جوهر الإيمان هو قلة الكلمات ووفرة الأفعال». وذكر عبد البهاء على أن «الإخلاص هو حجر الأساس للإيمان. أي يجب على الفرد المتديّن أن يتجاهل رغباته الشخصية ويسعى بأي طريقةٍ ممكنةٍ وبكل إخلاصٍ، لخدمة المصلحة العامة». كتب عبد البهاء أيضًا: «إذا كان الدين يعارض العقل والعلم، فإن الإيمان مستحيلٌ. وعندما لا يظهر الإيمان والثقة بالدين الإلهي في القلب، لا يمكن أن يكون هناك بلوغٌ روحيٌ».

## روابط خارجية
- الكلمات المكنونة
- الكتاب الأقدس